# Джастин Хаммер
Джа́стин Ха́ммер (англ. Justin Hammer) — вымышленный персонаж, суперзлодей из комиксов издательства Marvel Comics.

## Вымышленная биография
Джастин Хаммер родился в Суррее, Англия, и позже получил гражданство Монако. Конкурент промышленника Тони Старка (Железный человек), Хаммер является мультимиллиардером, промышленником, позже ставшим преступным финансистом, использующим грязные методы. В обмен на пятьдесят процентов прибыли от преступления он выплачивал залог за арестованных преступников и финансировал развитие и замену их вооружения и оборудования.
Когда «Старк Индастриз» остановило изготовление оружия, многие из конкурентов постарались занять её место. «Хаммер Интернешнл», во главе с Джастином Хаммером, быстро стало ведущим поставщиком оружия. Эта компания имела много международных проектов и производственных фирм по всему миру, но, несмотря на многие незаконные действия, избегала любых столкновений с властями. Хаммер и Тони Старк вошли в прямой конфликт из-за строительства завода по производству электроники в Карнелии. Для победы инженеры Хаммера спроектировали устройство, повреждавшее броню Железного человека, и убили представителя Карнелии в ООН. Старк отследил действия Хаммера до Средиземноморья, где обнаружил множество его сомнительных дел. В запасном костюме Железного человека Старк победил агентов Хаммера и вызвал бегство их главаря. Хотя с Железного человека были сняты обвинения в убийстве, он не мог рассказать о незаконных действия Хаммера. Позже тот похитил подругу Старка, Бэтени Кейб, но она была спасена Железным человеком, и Джастин снова сбежал.
В последние месяцы Хаммер узнал, что вскоре умрёт, и удалился на космическую станцию, чтобы провести там остаток своих дней. Вскоре он предпринял последнюю попытку покушения на жизнь Тони Старка, наняв злодея Спимастера. Им удалось сместить гормональный баланс Старка и сделать его опасным для других людей. В качестве Железного человека Старк противостоял Хаммеру на его космической станции. Сражение закончилось взрывом космической станции Хаммера. Он оказался полностью заморожен в блоке льда, который в настоящее время движется по орбите Земли.

## Силы и способности
Джастин Хаммер — обычный, уже в старом возрасте, человек. Он имеет большие познания в торговле и бизнесе, а также он чрезвычайно эффективный администратор с гениальным интеллектом. Он имеет доступ к различным передовым технологиям, разработанным техниками его предприятий.

## Другие версии

### Ultimate
В Ultimate вселенной Джастин Хаммер впервые появился в комиксе «Ultimate Spider-Man» #16. Его покойный отец Джастин Хаммер-старший владел промышленностью Хаммер Индастриз. Джастин-младший был соперником Нормана Озборна и его компания конкурировала с Озборн Индастриз. В попытке превзойти его компанию, он нанял учёного Доктора Отто Октавиуса и дал ему четыре механических щупальца, чтобы он мог работать с взрывоопасными веществами. В конце концов Отто попал под сильный взрыв как раз тогда, когда к нему были прикреплены эти самые щупальца. В результате сильного взрыва, щупальца намертво соединились с Отто Октавиусом. Он строго обвинил в этом Хаммера, и захотел ему жестоко за это отомстить. Отто напал на Джастина, когда тот находился в лимузине. В результате нападения Отто, Хаммер умер от сердечного приступа.
Джастин Хаммер также тайно финансировал тестирования на людях. Двое из его более значимых научных экспериментов оказались Песочный человек и Электро, которые раньше были мелкими преступниками, а в результате научных экспериментов получили суперспособности.

## Вне комиксов

### Фильмы
- Железный человек 2 (2010) — Сэм Рокуэлл

Джастин Хаммер в фильме «Железный человек 2».

- В фильме «Железный человек 2» Джастин Хаммер — талантливейший промышленник и миллиардер, занимающийся оружейным бизнесом и конкурирующий с Тони Старком. Он является второстепенным злодеем фильма и намного моложе своего комиксного прототипа[2]. Узнав о нападении Хлыста на Тони в Монако и оказавшись под впечатлением от его брони, он нанимает его создать армию Железных солдат для армии США.

Тот соглашается, но создаёт дронов, управляемых с помощью компьютера. Джастин Хаммер принимает его работу, так как на собственной выставке они будут массовкой, а венцом — броня «Воитель», полученная им от военных. На самой выставке появляется Железный человек, и выясняется, что Ванко взял дронов и Воителя под свой контроль, он начинает атаку на Старка. Самого Джастина Хаммера арестовывает полиция, но он обещает отомстить.
- Джастин Хаммер в исполнении Сэма Рокуэлла появляется в короткометражке «All Hail the King», в двух последних сценах после титров. Наблюдая за тем, как Слэттери показывает своим поклонникам свой фирменный голос, он спрашивает: «Чем хорош этот Слэттери? У меня есть роботы-дроны, а у него просто голос!».

### Телевидение
- Джастин Хаммер упоминается в телесериале «Люк Кейдж». Там же фигурирует его оружие.
- Джастин Хаммер появляется в мультсериале про Железного Человека 1994-го года, озвученный Тони Стидманом в 1 сезоне и позднее Ефремом Цимбалистом младшим во 2. Эта версия сотрудничает с врагом Железного Человека Мандарином.
- Молодая версия Джастина Хаммера появляется в мультсериале "Железный Человек: Приключения в броне", озвученная Майклом Адамтуэйтом. Эта версия также является Титановым Человеком.
- Появляется в мультсериале «Команда Мстителей», озвученный Джейсоном Спайсэком.